# Franz Alois von Lamberg
Franz Alois von Lamberg (* 28. September 1692 in Linz; † 6. Oktober 1732 in Ardagger) war Weihbischof in Passau.

## Leben
Franz Alois Ignaz Wenzl, Reichsgraf von Lamberg, Freiherr in Ortenegg und Ottenstein, war das neunzehnte und letzte Kind des Grafen, späteren Fürsten, Franz Joseph von Lamberg(-Steyr) (1637–1712) aus der Ehe mit Anna Maria Gräfin Trautmannsdorf († 21. April 1727).
Er schlug die geistliche Laufbahn ein und erhielt 1709 die Domherrenstelle in Passau, die sein Bruder Hans Ferdinand aufgegeben hatte. Nach der Rückkehr vom Theologiestudium in Rom kam 1713 noch ein Kanonikat in Salzburg dazu (Aufschwörung am 13. September 1713). Am 25. Mai 1727 wurde er in Passau zum Priester geweiht. Am 19. November 1725, nach dem Tod seines Verwandten und Amtsvorgängers Johann Raimund von Lamberg, bestimmte ihn sein Bruder, der Passauer Fürstbischof Joseph Dominikus von Lamberg, zu seinem Weihbischof für das Land unter der Enns und weihte ihn am 8. Januar 1726 in Passau zum Bischof von Nilopolis. 1726 übergab ihm sein Bruder die Pfarre Tulln, eine reiche Pfründe, die Lamberg von einem Vikar versehen ließ, und 1729 die reiche Propstei Ardagger bei Grein. Von 1728 bis zu seinem Tod 1732 amtierte Lamberg als Offizial und Generalvikar seines Bruders für das Land unter der Enns (mit Sitz zu Maria Stiegen in Wien).
Er starb 1732 in Ardagger, im Alter von erst 40 Jahren, und wurde in der Stiftskirche ebenda bestattet. Als Generalvikar für Niederösterreich und Weihbischof folgte ihm Ernst Gottlieb von Attems.